# Points d'interrogation et d'exclamation culbutés
Le point d’interrogation culbuté ‹ ¿ › et le point d’exclamation culbuté ‹ ¡ ›, aussi dits renversés, sont des signes de ponctuation utilisés respectivement en début de proposition interrogative et exclamative, dans la tradition typographique de certaines langues, notamment en espagnol.

## Usage
Ces signes de ponctuation sont employés surtout dans les langues d'Espagne : en espagnol, en asturien, ponctuellement en catalan (son utilisation est toutefois déconseillée par l’Institut d’Estudis Catalans) et anciennement en galicien. Ces signes de ponctuation ont été initialement proposés par l’Académie royale espagnole en 1754 et ont été adoptés graduellement le siècle suivant.
Les mêmes signes sont également utilisés dans certaines langues d’Afrique de l’Ouest comme le byali au Bénin, l’izi (en) au Nigeria et le nawdm au Togo. En alphabet phonétique international, [¡] représente la consonne percussive sublinguale[réf. nécessaire], entendue parfois après un clic alvéolaire dans les langues qui en font usage.

## Exemple
En voici un exemple en espagnol :
« ¿Te gustan los pasteles?

— ¡Sí, por supuesto! ¡¿Y cómo no?! »
« Tu aimes les gâteaux ?

— Oui, bien sûr ! Quelle question ?! »

## Représentations informatiques
| Signe                         | Représentation | Chaîne de caractères | Point de code | Description                    |
| ----------------------------- | -------------- | -------------------- | ------------- | ------------------------------ |
| point d’interrogation culbuté | ¿              | ¿                    | U+00BF        | point d’interrogation renversé |
| point d’exclamation culbuté   | ¡              | ¡                    | U+00A1        | point d’exclamation renversé   |
| point exclarrogatif culbuté   | ⸘              | ⸘                    | U+2E18        | point exclarrogatif renversé   |